# La Mata (República Dominicana)
La Mata es un municipio de la República Dominicana, que está situado en la provincia de Sánchez Ramírez.

## Límites
Municipios limítrofes:
|                        | Norte: Las Guáranas y Pimentel |             |
| Oeste: Fantino y Cotuí |                                | Este: Cotuí |
|                        | Sur: Cotuí                     |             |

## Distritos municipales
Está formado por los distritos municipales de:
| Nombre          | Código   |
| --------------- | -------- |
| La Mata         | 02240401 |
| La Bija         | 02240402 |
| Angelina        | 02240403 |
| Hernando Alonzo | 02240404 |

## Historia
Villa La Mata, según Fray Cipriano de Utrera en la página 223 de su obra Noticias Históricas de Santo Domingo, en la primera mitad del siglo XVIII era un hato ganadero propiedad de Juan Adames y la señora Isabel Minaya. En tiempo de la Restauración se conocía, por ser muy popular,un sector de La La Mata denominadoEl Higüero o Higüerito, era un pequeño caserío localizado en el Camino Real Cotuí-La Vega. En 1908 este sector de La Mata pasó a la historia de República Dominicana, por una reunión que se  efectuó con la finalidad de atentar contra la vida del presidente de entonces Ramón Cáceres (Mon), la conspiración fracasó ya que una explosión accidental se produjo en esos momentos y en el mismo lugar, la cual le quitó la vida al hijo de Cirilo de los Santos, principal  conspirador y quién residía en La Mata.
Samuel Hazard, dibujante y escritor norteamericano, pasó por La Mata en 1871, dice en su libro "Santo Domingo, su pasado y presente" que el camino hacia el poblado estaba lleno de bellas palmeras, de un lado y de otro.
A partir de la inauguración de los canales de riego, en los primeros años de la década de 1950 como consecuencia del surgimiento de una superproducción de arroz en esta zona, se establecen diversas factorías de arroz y hasta una fábrica moderna de espaguetis,  es cuando se inicia a la vez un acelerado desarrollo económico, lo que da lugar a una masiva inmigración, se trasladan a esta zona una cantidad considerable de habitantes procedentes de las regiones Sur y Noroeste del país, especialmente de los campos de San Juan de la Maguana y Monte Cristi.

## Alcaldes
Rafael Pérez (Fey)-
Periodo 1992-1994
Manuel de Jesús Santana-
Periodo 1994-1998
Sigfredo Antonio Romero Garabito-
Periodo 1998-2001
Andrés de Jesús Domínguez-
Periodo 2001-2002
Manuel de Jesús Santana-
Periodo 2002-2006
(Primer alcalde del Municipio de Villa La Mata)
José Clemente Alvarado-
Periodo 2006-2010
(Primer alcalde en ser electo mediante el voto)
Victor Alberto Gomera 
Periodo 2010-2016
Miguel Martínez (PRM)
Periodo 2016-2024
Eliseo Peña Jiménez - Periodo 2024-2028

## Geografía
En lo que respecta a su relieve, ocupa un territorio llano casi en su totalidad. Estas llanuras son el resultado de la cercanía al río Yuna por el efecto de sus crecidas. En la zona urbana la mayor depresión que existe es la zona conocida como La Joya, nombre referente a la mayor cañada del Yuna.
El suelo que predomina en el municipio es el tipo arcillo-limoso, principalmente toda la franja arrocera. Sin pasar desapercibido el litoral del río Yuna, cuya textura y estructuras son distintas; compuesto básicamente por partículas finas de limo y arena. 
Las redes hidrográficas de La Mata son casi todas artificiales. Han sido creadas para fines agrícolas o de consumo, excepto el río Yuna y los arroyos Guamita, Pontón, Yaquesillo y Bomita. Se comprueba la existencia de una cantidad de aguas subterráneas. Las aguas presentan un alto grado de contaminación a consecuencia de los usos de herbicidas, plaguicidas, la fertilización en labores agrícolas y la contaminación creada por los sulfuros de la explotación de la mina de oro en Cotuí.

## Clima
El clima de esta región es característico de su relieve y régimen de lluvias. Le envuelve el microclima tropical húmedo con un régimen promedio aproximado de 1600 mm al año. Esta zona experimenta casi 100 mm más de lluvias al año que el resto de todo el país debido a la presencia de los vientos alisios y la cercanía del Parque nacional Los Haitises.